# Sadel (stränginstrument)
Sadeln är en bit av hårt material – till exempel hårt trä, ben eller metall – som skjuter upp mellan greppbrädan och skruvlådan (eller motsvarande) på ett stränginstrument och avgränsar strängarnas klingande längd åt det hållet. Några få instrument, som gadulkan, saknar sadel.